# Heinz Monz
Heinz Monz (* 20. November 1929 in Trier; † 8. Dezember 2012 ebenda) war ein deutscher Verwaltungsbeamter und Lokalhistoriker. Er war Karl-Marx-Forscher sowie der Gesamtbearbeiter und Herausgeber des Trierer biographischen Lexikons.

## Leben
Monz studierte Rechtswissenschaften, Geschichte und Soziologie in Mainz und Saarbrücken und wurde zweimal promoviert: Seine juristische Doktorarbeit verfasste er 1960 zum Thema „Die kommunale Neuordnung städtischer Ballungsräume“. Damit lieferte er die Grundlagen für Triers Eingemeindungen 1969. 1963 verfasste Monz seine zweite Doktorarbeit unter dem Titel „Karl Marx und Trier – Verhältnisse, Beziehungen, Einflüsse“ in Philosophie.
Monz ging diversen Tätigkeiten in der Kommunalverwaltung von 1975 bis 1988 nach; danach war er Mitarbeiter (Leitender Ministerialdirigent) des Bürgerbeauftragten von Rheinland-Pfalz.
Er war verheiratet und hatte drei Söhne und eine Tochter.

## Schriften (Auswahl)
- Karl Marx und Trier. Verhältnisse – Beziehungen – Einflüsse. Verlag Neu, Trier 1964.
  - Karl Marx. Grundlagen zu Leben und Werk. (zugleich wesentlich erweiterte 2. Auflage des Buchen „Karl Marx und Trier“). NCO-Verlag, Trier 1973.
- Ludwig Gall. Leben und Werk. Trier 1979.
- Karl Marx – Trierer Reminiszenzen. Verlag Neu & Co. Trier 1969.
  - Karl Marx – Trierer Reminiszenzen, mit einem Vorwort von Ignaz Bender, Trier, 2009, ISBN 978-3-86821-115-3
- Karl Marx (1818–1883). In: Rheinische Lebensbilder. Band 17. Köln 1997, ISBN 3-7927-1666-6, S. 101–119.
- Die Bevölkerung von Kürenz im Jahre 1802. In: Neues Trierisches Jahrbuch,1965, S. 94.
- Zur Biographie der Jenny von Westfalen. In: Neues Trierisches Jahrbuch, 1996, S. 141
- Gründung und Entstehung der „gbt“ in Trier. In: Neues Trierisches Jahrbuch, 1999, S. 205.
- Zwei Plätze = vier Namen – Zur Problematik Trierer Platzbenennungen. In: Neues Trierisches Jahrbuch, 2001, S. 72.
- Bertha Gumprich, die Trierer jüdische Köchin, vor 170 Jahren geboren – Zur Vorstellung eines Trierer jüdischen Kochbuches. In: Neues Trierisches Jahrbuch 42, 2002, S. 133–135.
- Wilhelm Friedrich und die Postleitzahl. In: Neues Trierisches Jahrbuch, 2002, S. 137.
- „Der Communismus in Trier“. Die „Trierische Zeitung“ in der Kritik des Mainzer „Katholik“. In: Kurtrierisches Jahrbuch. 1989.
- Die Brände an der Mosel 1857 als Gegenstand eines Londoner Konfidentenberichtes. In: Landeskundliche Vierteljahrblätter 36., Trier, 1990, Heft 2 S. 93–103.
- Gerechtigkeit bei Karl Marx und in der Hebräischen Bibel. Übereinstimmung, Fortführung und zeitgenössische Identifikation. Mit einem Geleitwort von Großrabbiner Dr. Emmanuel Bulz, Luxemburg. Nomos Verlagsgesellschaft, Baden-Baden 1995. ISBN 3-7890-4083-5.
- Die Verbindung des Mainzer Paul Stumpf zu Karl Marx und Friedrich Engels. Zugleich ein Beitrag zur Geschichte der Mainzer Arbeiterbewegung, Darmstadt 1986:  (=Hessische Beiträge zur Geschichte der Arbeiterbewegung)

## Herausgeber
- Trierer biographisches Lexikon. Landesarchivverwaltung, Koblenz 2000, ISBN 3-931014-49-5